# بیرینجی نوگه‌دی

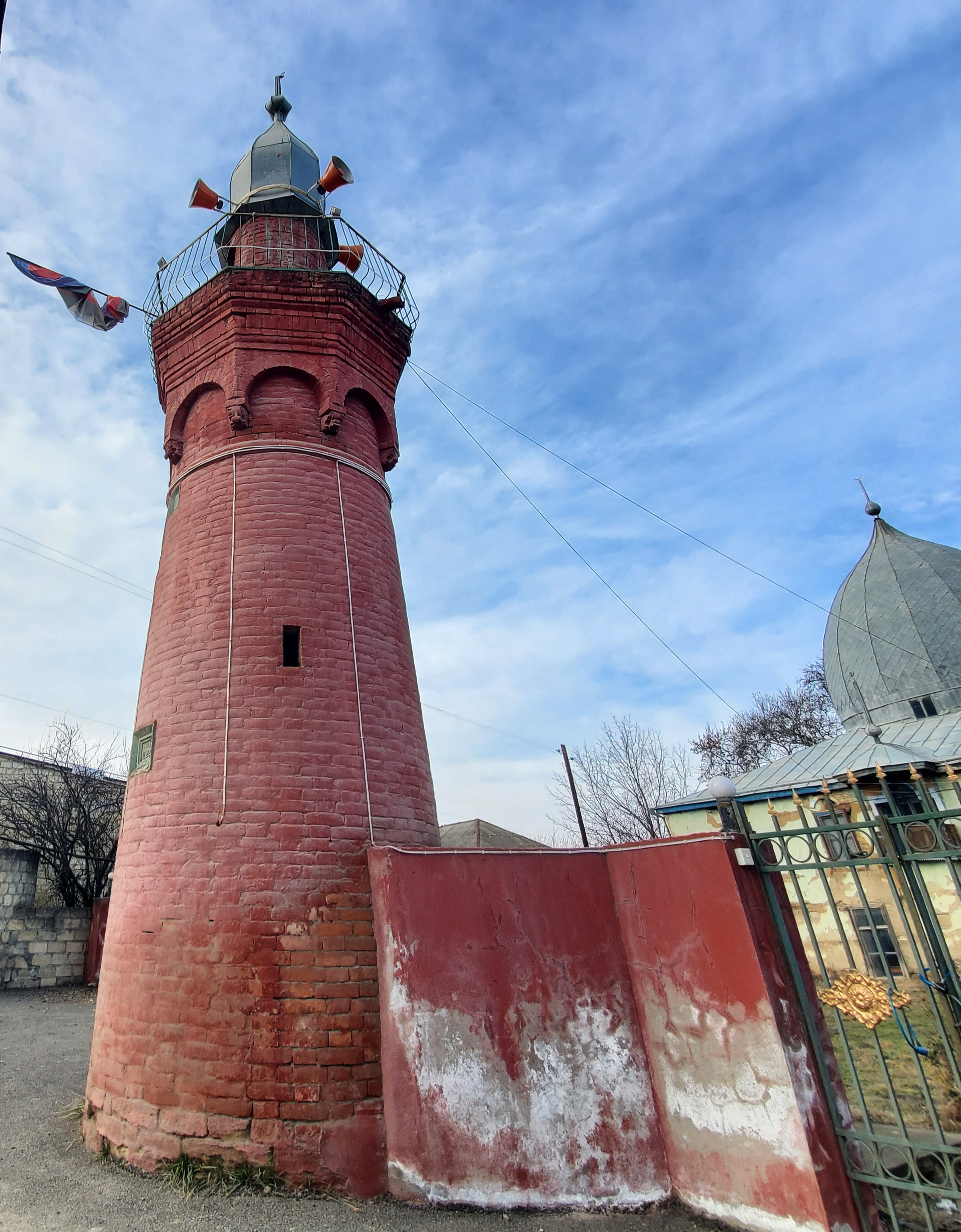
بیرینجی نوگه‌دی

بیرینجی نوگه‌دی (به ترکی آذربایجانی: Birinci Nügədi) یک منطقه مسکونی در جمهوری آذربایجان است که در شهرستان قوبا واقع شده است. بیرینجی نوگه‌دی ۷۷۶۸ نفر جمعیت دارد. بیشتر مردم آن از تات‌های قفقاز هستند.